# Russelia campechiana
Russelia campechiana är en grobladsväxtart som beskrevs av Standley. Russelia campechiana ingår i släktet Russelia och familjen grobladsväxter. Inga underarter finns listade i Catalogue of Life.